# Батасек
Батасек (угор. Bátaszék) — місто на півдні Угорщини у медьє Толна. Населення — 6217 осіб (2015). Батасек розташований приблизно за 15 км на південь від столиці медьє — міста Сексард і за 15 км на захід від міста Байя. На схід від міста, між ним і Дунаєм простягається заповідний ліс Геменц, що входить до складу національного парку Дунай-Драва.